# Orlando Quevedo
Pour les articles homonymes, voir Quevedo.
Orlando Quevedo (Orlando Beltran Quevedo de son nom complet), né le 11 mars 1939 à Laoag, dans la province d'Ilocos Norte aux Philippines, est un prélat philippin, membre de la congrégation des oblats de Marie-Immaculée (OMI), archevêque de Cotabato de mai 1998 à novembre 2018 et cardinal depuis 2014.

## Biographie

### Jeunesse et formation
Orlando Quevedo fréquente l'école Shamrock de Laoag jusqu'en 1947 puis poursuit sa scolarité à Marbel. 
Il rejoint le séminaire San Jose de Quezon City en 1954 puis le noviciat Saint Peter de Mission au Texas pour y effectuer une année de propédeutique. 
De retour aux Philippines, il suit le cycle de philosophie au séminaire San Jose de 1957 à 1960, puis de 1960 à 1964, il étudie la théologie à l'université catholique d'Amérique de Washington. Il est ordonné prêtre pour la congrégation des missionnaires oblats de Marie-Immaculée le 5 juin 1964. 

### Prêtre
Il commence son ministère comme vicaire à la cathédrale de Cotabato. Puis il exerce différentes fonctions, en particulier dans le domaine de l'éducation et de la formation du clergé. 

### Évêque
Il est nommé prélat de la prélature territoriale de Kidapawan capitale de la province de Cotabato, par Jean-Paul II le 23 juillet 1980. Il reçoit l'ordination épiscopale le 28 octobre des mains de Bruno Torpigliani, nonce apostolique aux Philippines (en). La prélature est érigée en diocèse le 15 novembre 1982 et il en devient le premier évêque. 
Le 22 mars 1986, il est nommé archevêque de l'archidiocèse de Nueva Segovia, dont le siège se trouve à Vigan dans la province de Ilocos Sur. 
Le 30 mai 1998, il est transféré au siège métropolitain de Cotabato à Mindanao, ville caractérisée par la présence d'une importante communauté musulmane Moros. 
Le pape François accepte sa démission de sa charge archiépiscopale le 6 novembre 2018. Il est alors âgé de plus de 79 ans.

### Cardinal
Le dimanche 12 janvier 2014, le pape François annonce au cours de l’Angélus, sa création comme cardinal qui a eu lieu le 22 février 2014 en même temps que celle de 18 autres prélats .
C'est le cardinal Quevedo qui procède à la cérémonie de béatification, en tant que délégué pontifical, le 11 décembre 2016, des dix-sept martyrs du Laos (dont dix Français, six Laotiens et un Italien). Cette cérémonie, historique pour l'histoire du Laos, se tient en la cathédrale du Sacré-Cœur de Vientiane devant tout le clergé du pays.
Il atteint l'âge de 80 ans 11 mars 2019 , ce qui l'empêche de participer au conclave devant désigner le successeur du pape François.

## Succession apostolique
Orlando Quevedo a ordonné les évêques suivants :
- Évêque Jose Colin Bagaforo (en) (2006)
- Évêque Cerilo Casicas (en) (2018)